# Элишева
Элише́ва (ивр. אלישבע‎, урождённая Елизавета Ивановна Жиркова, в браке (1920) Элишева Быховская; 20 сентября 1888 год, Спасск, Рязанская губерния, — 27 марта 1949 года, Израиль) — русская и еврейская (иврит) поэтесса и писательница, переводчик с идиша и иврита, мемуаристка. Сестра языковеда Льва Жиркова.

## Биография
Елизавета Ивановна Жиркова родилась в городе Спасск в семье учителя, затем редактора Ивана Жиркова. Её матерью была обрусевшая ирландка католического вероисповедания, предки которой поселились в России после войны 1812 года. В три года потеряв мать, поселилась в Москве у тетки. Окончила гимназию и педагогические курсы. В гимназии благодаря подруге-еврейке увлеклась еврейской культурой и начала изучать иврит и идиш. В 1913 году начала посещать занятия в Обществе любителей иврита в Москве, где её преподавателем был Шимон Быховский, впоследствии ставший её мужем, благодаря ему Жиркова увлеклась идеями сионизма. В 1915 году, в газете Еврейская жизнь, публикуются её первые переводы с идиша и позже с иврита. В 1925 г. Жиркова с семьей переехала в Палестину, там она полностью перешла на иврит и приняла псевдоним Элишева (произношение имени Елизавета на иврите). Выступала с чтением стихов как в Палестине, так и в Европе. Переводы стихов Элишевы с иврита на идиш, русский, английский, польский, итальянский, немецкий языки и переводы её русских стихов на иврит выходили в еврейской периодической печати разных стран. Для многих её стихов была написана музыка. Изначально высокий интерес к её творчеству постепенно стал падать, и собиравшая полные залы слушателей своих стихов, она, после смерти мужа оказалась в полной нищете. Оставшись без средств к существованию, на руках с маленькой дочкой, была вынуждена подрабатывать прачкой. Переводы русских поэтов: Блока, Ахматовой, собственное творчество, почти не приносили дохода. Незадолго до смерти вышел небольшой сборник стихов «Ширим». Елизавета Ивановна Жиркова умерла в больнице, недалеко от города Тверия в 1949 году. Несмотря на глубокую привязанность Элишевы к еврейской культуре и её вовлеченность в становление Израиля, она никогда не принимала иудаизма, оставаясь православной христианкой.

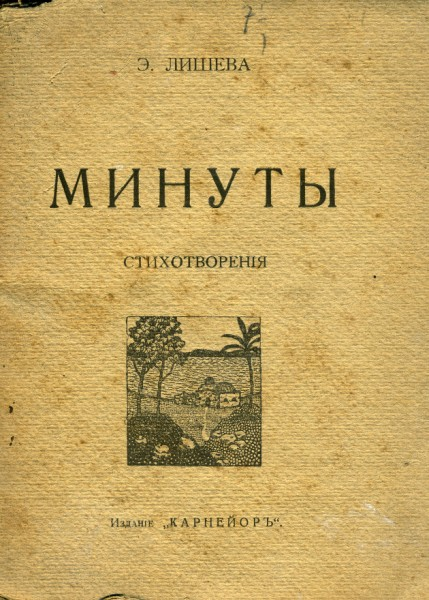
Обложка поэтического сборника, вышедшего в Москве в 1919 году под псевдонимом Э. Лишева

## ссылки
- Элишева — статья из Электронной еврейской энциклопедии
- Элишева. Как я учила иврит
- Копельман 3. Элишева: секрет успеха
- Копельман 3. Маргиналии возрождения иврита. Язык образов в творчестве Элишевы и Леи Гольдберг